# Kijkduin

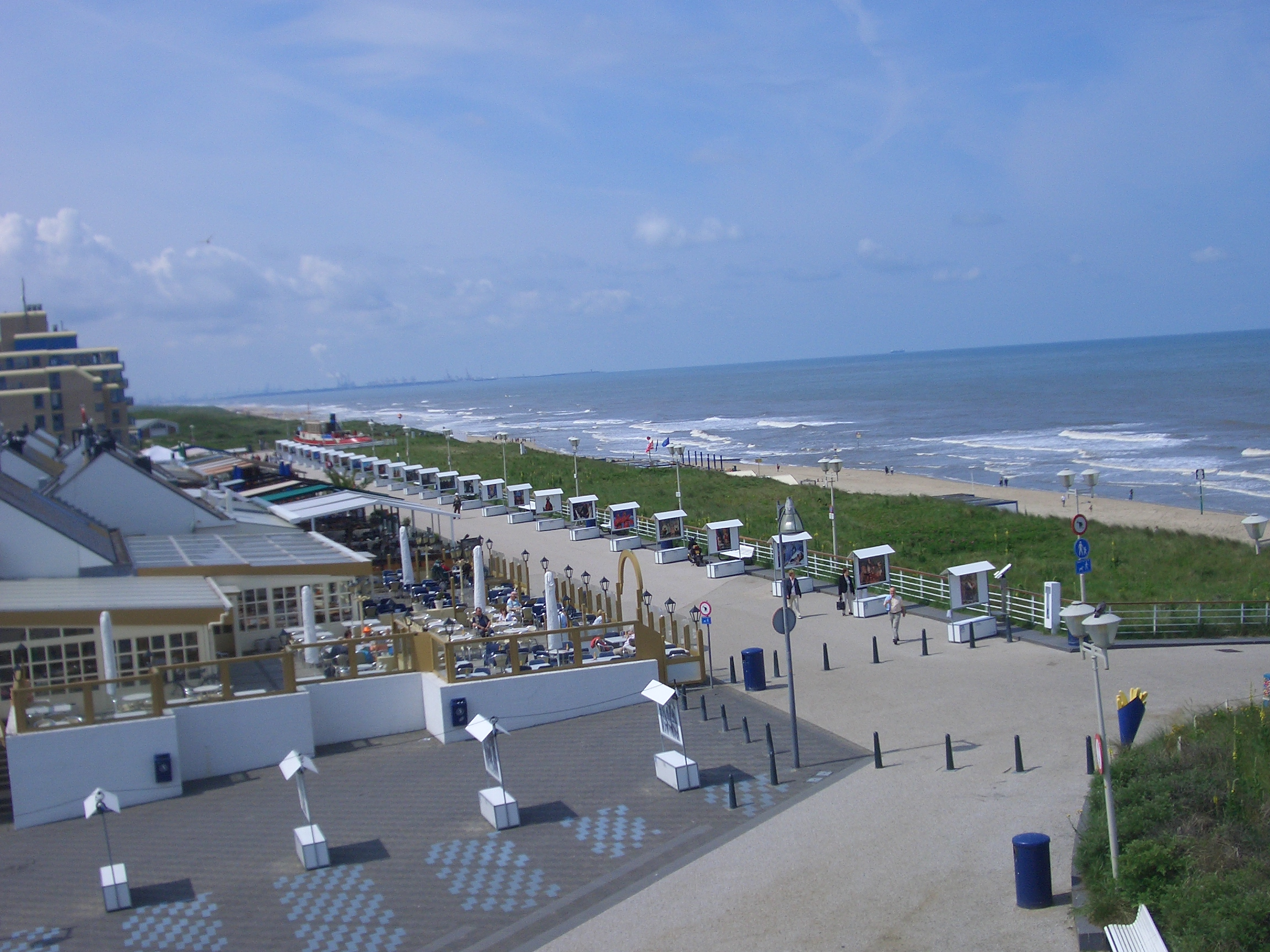
Strandpromenade

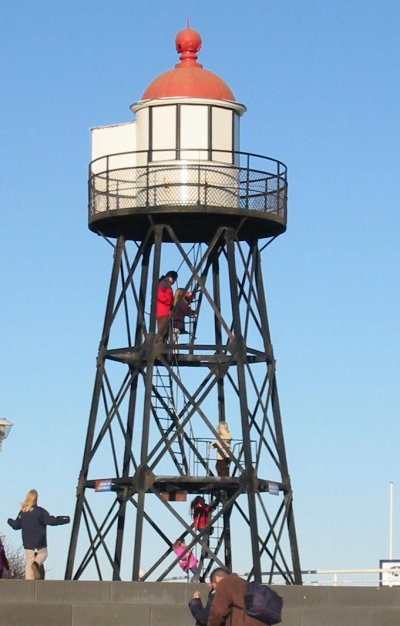
Der Aussichtsturm, eine ehemalige Leuchtbake

Kijkduin (voller Name: Kijkduin en Ockenburgh) ist ein Stadtteil von Den Haag (Niederlande) und liegt circa 7 km vom Stadtzentrum entfernt direkt an der Nordsee. Neben Scheveningen ist Kijkduin der kleinere der beiden Badeorte Den Haags. Hauptattraktion ist neben dem Strand eine Laden- und Restaurantpassage auf den Dünen.
Am südlichen Ende von Kijkduin liegt ein großer Ferienpark mit Campingplatz und Ferienhäusern. Ungefähr 2 Kilometer südlich der Strandpromenade befindet sich ein FKK-Strand.
Von 1888 bis 1928 war Kijkduin an die Straßenbahn Den Haag angeschlossen.